# Eurylabus nakayai
Eurylabus nakayai là một loài tò vò trong họ Ichneumonidae.